# Wekerletelep
A Wekerletelep, régi hivatalos nevén Kispesti Állami Munkástelep Budapest XIX. kerülete egyik sajátos karakterű városrésze, amely a 20. század elején keletkezett a Kispesthez tartozó területen végrehajtott tervszerű állami építkezés eredményeként. Kispest részeként 1950. január 1-jén csatolták Budapesthez.

## Fekvése
A Kispest nyugati részén fekvő sík terület legmagasabb pontja a Kós Károly téri kis dombocska. A Nagykőrösi út, a Határ út, az Ady Endre út, valamint a Bercsényi utca és Rákóczi utca határolják.

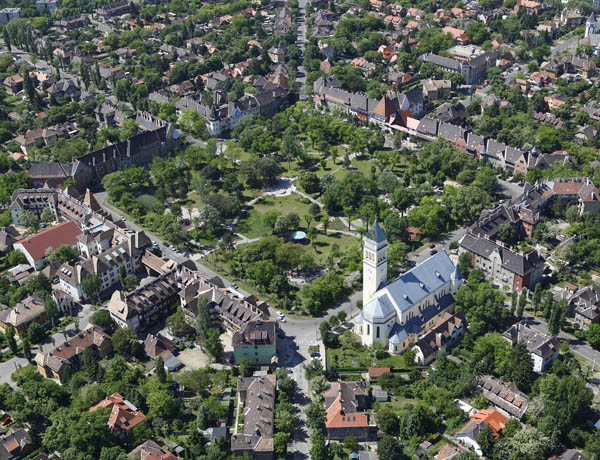
Wekerletelep, Budapest - légi fotó

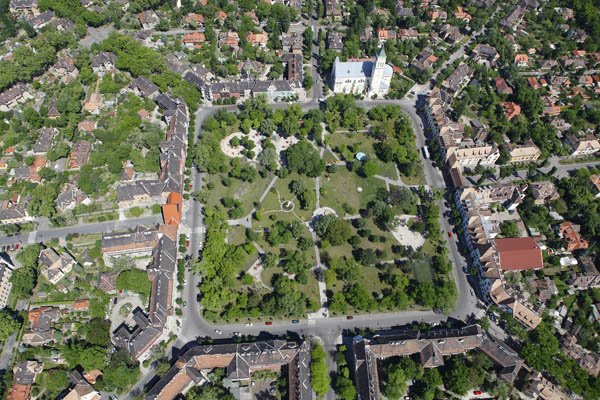
Wekerletelep légi felvételen

## Története

### Előzmények
A 19. század utolsó negyedében Budapest lakossága két és félszeresére nőtt, miközben ugrásszerűen fejlődött a gyáripar és vidéki nincstelenek özönlöttek a munkahelyeket kínáló nagyvárosba. A lakásépítés nem tudott lépést tartani a népességbővüléssel, különösen mivel nagyon gyorsan emelkedtek az építőanyagárak és az építőipari munkabérek, miközben a fizetőképes kereslet, és az azt megteremtő hitelfelvételek szintje a magas infláció miatt alacsony maradt. Mindez kormányzati közbelépést követelt.

### Kertvárosi építési mód
A sokemeletes bérházak helyett a kertvárosi jellegű építési módot Fleischl Róbert építész javasolta, mivel a lakásokra igényt tartók közt nagyon sok volt a vidékről jött ember, akik számára drasztikus változást jelentett volna, ha teljesen kiszakadnak a fás-kertes környezetből és nagy bérkaszárnyákban kell élniük. A kormány pályázatán nyertes építészek ennek a koncepciónak a jegyében háromféle épülettípust terveztek: családi házakat (ikerházakat, vagy sorházakat), bérházakat („csoportosított lakóházak”) és egyedülállók számára „garzonházakat”.

### Az építkezés
A Wekerletelep építése 1908-ban kezdődött meg Wekerle Sándor politikus, miniszterelnök (és egyben egy ideig pénzügyminiszter) kezdeményezésére, miután állami eszközökből megvásárolták a Sárkány család eladó birtokát. A munkástelepen az 1925. év végéig összesen 1007 ház épült 4412 lakással. 2, 3 és 4 lakásos földszintes, valamint 6, 8 és 12 lakásos kétszintes épületeket terveztek. Ez a lakáselosztás meghatározóvá vált nemcsak a telep arculata, hanem a társas kapcsolatok kialakulásának szempontjából is. A kisebb utcákban földszintes beépítés szerint telepítettek házakat, míg a legszélesebb utakat emeletes épületek határolták. Az építkezés irányítását Kós Károly, majd az ő Erdélybe történt hazatérése után, 1913-tól Tornallyay Zoltán végezte.
A telepen tervezett középületek közül mindenekelőtt a népoktatásügyet szolgáló épületeket húzták fel. 1911-től 1914-ig négy iskolát és két különálló óvodaépületet létesítettek 48 tanteremmel, 18 óvodahelyiséggel és két fedett tornacsarnokkal. 1912-ben felépítették a rendőrkapitányság épületét és a lovasrendőr-laktanyát, a következő évben pedig a postamesteri hivatal készült el.

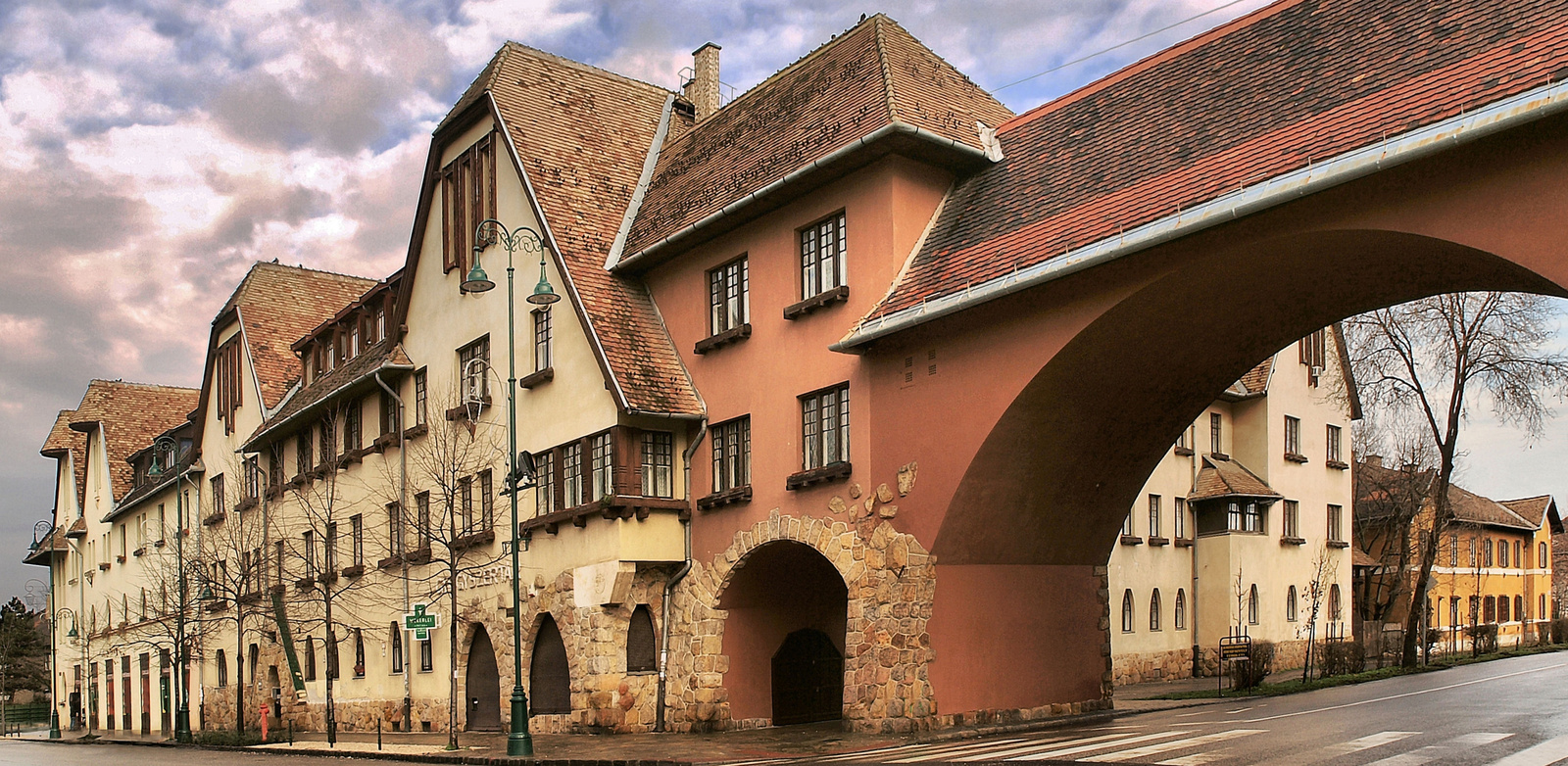
A Kós Károly téren található Kós-kapu (jobbra) és a lakóházak egy része

Mai mércével mérve is modern lakótelepet kaptak a beköltözők, a lakások kertje aktív tevékenységre adott lehetőséget. A kisméretű telkeket eredetileg munkásoknak szánták. A telep létesítésének első évében kizárólagosan állami alkalmazású családfők családja talált itt elhelyezést. 1914-ben az addig felépített lakásoknak közel 25%-át már idegen üzemek, főképpen a telepről könnyen megközelíthető magángyárak munkásai, valamint a telepen alkalmaztatást nyert tisztviselők, továbbá üzletbérlők és az állami rendőrség tagjai foglalták el. Később már jobbára csak a kispolgárság tagjai engedhették meg maguknak, hogy ide költözzenek.
Az egész telep megtervezésénél kiemelkedő fontosságú volt a környezetnek a közösség életére gyakorolt várható hatása, ezért a főteret mint kiemelkedően fontos területet, külön pályázat alapján akarták megépíteni, amit Kós Károly mint meghívott építész nyert meg. A teret körülvevő utcák sugaras rendszerét a központba vezető nyolc bekötőút alkotta. A teret a Heintz Béla által jóval később, 1930-ban elkészült katolikus templom zárja le. A főtér 2. és 3. számú épületét és a keleti kapuépítményt is Kós Károly tervezte. A kor neves építészei közül szép épületet tervezett Schodits Lajos, Eberling Béla és Zrumeczky Dezső is. Néhány évvel később a tér 6. sz. épületét Wälder Gyula neobarokk jegyeket viselő épülete, majd Györgyi Dénes a tér 5. száma alatt, már későbbi kort idéző lakóháza követte. Figyelmet érdemel az 1912-ben felépült rendőrségi épület, amely szintén Schodits Lajos és Eberling Béla alkotása. A központban – ahol főleg tisztviselők laktak – üzletek sorakoztak, melyek többsége a mai napig boltként üzemel.

### Megtervezett kertészet
A koncepciónak megfelelően a negyed építésekor ötvenezer fát ültettek el, a Fő teret (az 1970-es években Petőfi tér volt a neve, majd 1987-től Kós Károly nevét vette fel) virágokkal ültették tele, és a telepgondnokság kertészete a beköltöző lakóknak saját kertjük benövényesítésében és permetezésében is segédkezett. Mivel a homokos talaj jó volt a csonthéjasoknak, összesen tizenhatezer gyümölcsfát ültettek el, lakásonként négyet. A kerítések mellé sok helyen ribizlibokrok kerültek. 1917-ben olyan jó volt a termés, hogy átlagban az éves lakbér négyszeresét hozta vissza a lakóknak.[forrás?]

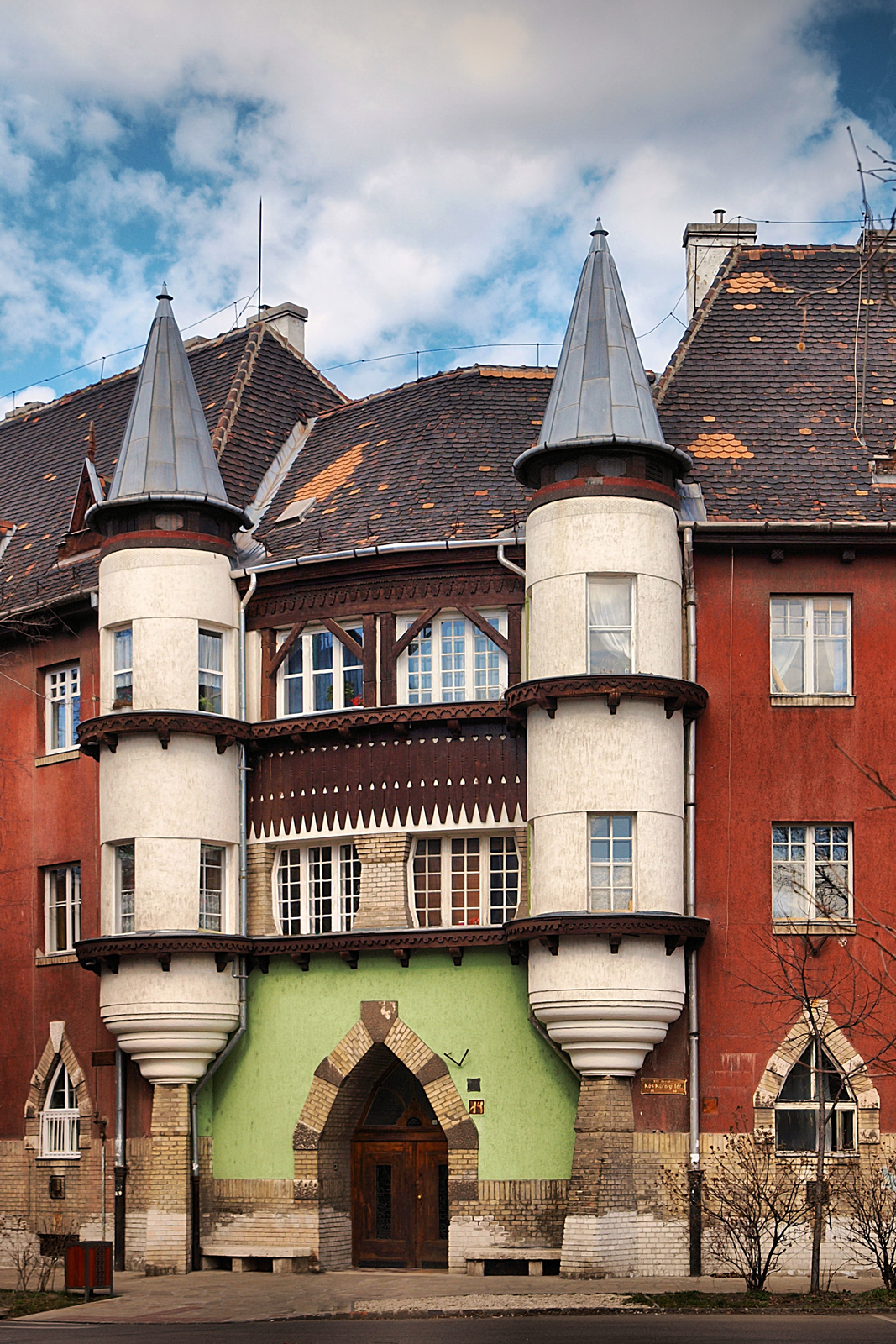
Kós Károly tér 14.

### Jellemzői
- A telep az Ebenezer Howard[5] nevével fémjelzett kertvárosmozgalom (Garden city movement) egyetlen magyar példája.
- A kisméretű telkekből álló telep településszerkezete szabályos, mértani alapú.
- A mértanilag kijelölt Fő térre Kós Károly erdélyi stílusjegyeket mutató díszkaput tervezett. A teret a Heintz Béla által 1930-ban tervezett Wekerlei Munkás Szent József-templom[6] zárja le, amelynek tornyáról messziről megállapítható a központ helye.

A Zrumeczky-féle nyugati kapu Wekerletelep talán egyik legismertebb, legjellegzetesebb épülete. A legjobban tükrözi a népi építészeti hagyományokat. Sok terméskő, rönk és gerenda alkotja a kaput. A kapu főbejárata háromszög alakú faépítmény, mely hangsúlyozza az alatta futó út kiemelkedő szerepét; ehhez kapcsolódik két oldalról egy-egy kisebb kőépületrész, amelyek alagsorai szintén átjáróként funkcionálnak a gyalogosok számára.

## Televíziós sorozatok háttereként
Egyebek mellett a Patika és az ismertebb Barátok közt című magyar televíziós sorozatok külső jeleneteit a Wekerletelep utcáin és terein forgatták. Az utóbbi főcímében látható ház a Kós Károly tér egyik jellegzetes épülete. A sorozatban ebben laknak a főszereplők, itt élik mindennapjaikat. A "Mátyás király tér" a "Kós Károly tér" fiktív neve. A sorozatban gyakran látható 99-es jelzésű autóbusz a valóságban is arra közlekedik. (A járat útja során Mátyás teret és Mátyás király teret egyaránt érint.)

## A Wekerlei Társaskör Egyesület

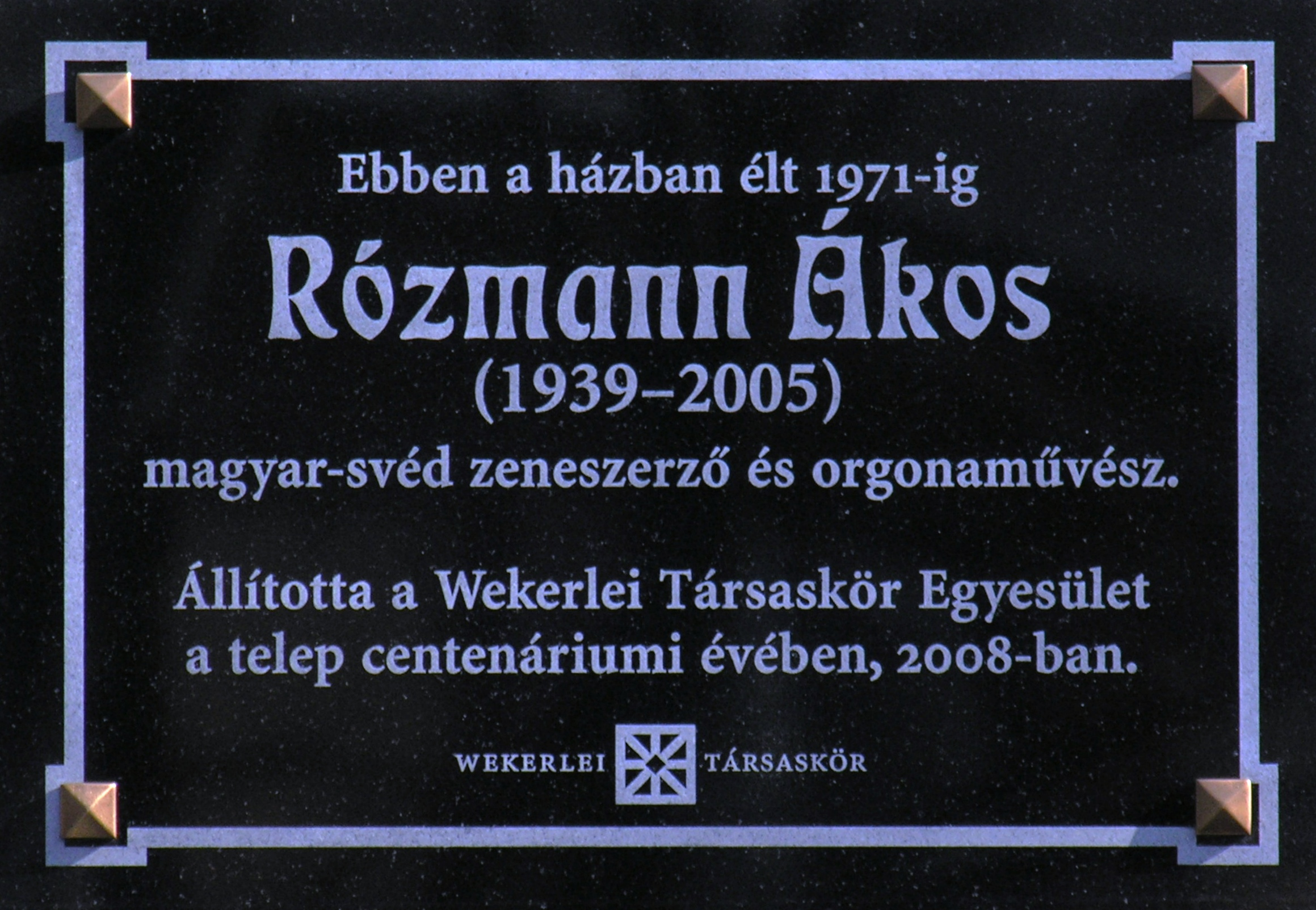
Rózmann Ákos emléktáblája egykori lakhelyén, a wekerletelepi Tas utca 2. szám alatt

- 1992-ben alakult a Wekerlei Társaskör Egyesület (becenevén Wekerle Társaskör). Címe: Kós Károly tér 10.

### Céljai
Célja a wekerlei városrész helytörténeti, településszerkezeti és építészeti, továbbá természeti értékei megóvásának és gyarapításának elősegítése, közösségének fejlesztése, lakói jobb helyi közérzetének, a közügyek iránti nagyobb érdeklődésének, helyi lokálpatriotizmusának erősítése, közreműködés a városrész rendjének, tisztaságának javításában. Célja továbbá a Wekerletelep szépítésében, építésében, környezetrendezési és közlekedési rehabilitációjában való közreműködés, a lakosság bevonása a városrésszel kapcsolatos fejlesztési elképzelések és tervek megvitatásába és megvalósításába, ennek érdekében egyéni és társadalmi erők összefogásával közösségi létesítmények létrehozása és működtetése, továbbá a társadalmi akciók kezdeményezése, szervezése, a baráti, a jószomszédi kapcsolatok és a társasági élet erősítése, a hagyományok irodalmi, művészeti- és sportemlékek felkutatása, gondozása, ilyen jellegű és egyéb közösségi programok rendezése.

### Örökségvédelem
Wekerletelep 2011 szeptemberében vált véglegesen műemléki jelentőségű területté (MJT). A jogszabályok szerint ezért felül kell vizsgálni a negyed szabályozási tervét. Ezzel összefüggésben műemléki és energetikai szakemberek, valamint a lakosság bevonásával civil projekt indult, hogy olyan műszaki megoldásokat találjanak, amelyek összehangolják az érték- és környezetvédelmi szempontokat. Az Energiahatékony Wekerle elnevezésű projekt javaslatai kitérnek többek között a nyílászárók elhelyezésére, a homlokzat hőszigetelésére, a tetőtér beépítésére, az épületgépészeti berendezésekre és a megújuló energiaforrások alkalmazására is.

## További irodalom
- Nagy Gergely: Kertvárosunk, a Wekerle, F. Szelényi Ház Művészeti és Kiadói Bt., Budapest, 2001, ISBN 963-8210-02-8